# Sphagnum pseudomedium
Sphagnum pseudomedium là một loài rêu trong họ Sphagnaceae. Loài này được Warnst. mô tả khoa học đầu tiên năm 1891.